# مدیریت پیکربندی

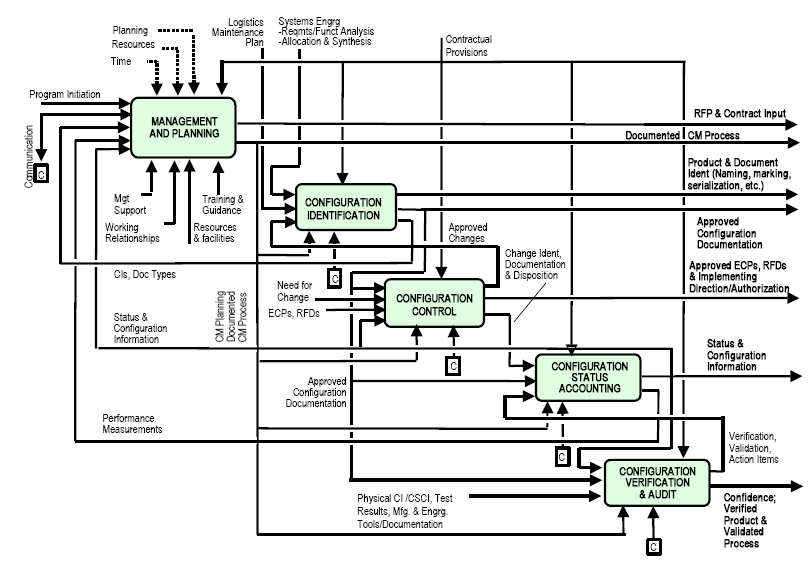
Top level Configuration Management Activity model

مدیریت پیکربندی عبارت است از هماهنگ‌سازی توسعه نرم‌افزار برای کاهش سردرگمی. مشخص نمودن، سازمان‌دهی و کنترل اصلاحات نرم‌افزاری که توسط تیم برنامه‌ساز با هدف بیشینه‌سازی قابلیت تولید ضمن کمینه‌سازی اشتباهات انجام می‌پذیرد پیکربندی نرم‌افزار نامیده می‌شود. به این ترتیب یکپارچگی محصول طی دورهای مختلف چرخهٔ عمر نرم‌افزار حفظ می‌شود.

## پشتیبانی نرم‌افزار و مدیریت پیکربندی
پشتیبانی عبارت است از مجموعه‌ای از فعالیت‌های مهندسی نرم‌افزار که پس از تحویل نرم‌افزار به مشتری و استفاده ازآن به وقوع می‌پیوندد؛ اما مدیریت پیکربندی مجموعه‌ای از فعالیت‌های پیگیری و کنترل از زمان آغاز پروژهٔ مهندسی نرم‌افزار تا پایان آن می‌باشد.

## خروجی فرایند نرم‌افزار
خروجی فرایند نرم‌افزار به ۳ دسته تقسیم می‌شود:
1. برنامه‌های کامپیوتری که به صورت اجرایی هستند.
2. مستندات با راهنمای برنامه
3. داده‌ها

## خطوط مبنا
خطوط مبنا یک ویژگی یا محصولی که به طور اساسی مورد بررسی قرار گرفته و به تأیید رسیده و پس از آن به عنوان پایه و اساسی برای مراحل تکامل بعدی مورد استفاده قرار خواهد گرفت.

## فرایند مدیریت پیکربندی نرم‌افزار
مدیریت پیکربندی نرم‌افزار عنصر مهمی از تضمین کیفیت نرم‌افزار است و مسئولیت اولیهٔ آن کنترل تغییرات می‌باشد.
وظایف و مسئولیت‌ها در مدیریت پیکر بندی نرم‌افزار شامل موارد زیر است:

۱-شناسایی:هر شی داده ویژگی‌های مشخصی دارد و در طرح شناسایی شی‌های نرم‌افزار در طول فرایند نرم‌افزاری به وجود می‌آیند و ممکن است چندین بار تغییر کنند، می‌توان برای هر شی یک نمودار تکاملی ایجاد نمود.
۲-کنترل نسخه:روش‌ها و ابزارها را ترکیب می‌نماید تا نسخه‌های گوناگونی از اشیاء پیکربندی را که طی فرایند نرم‌افزار ایجاد شده‌اند مهار نماید.
۳- کنترل تغییر:در یک پروژهٔ مهندسی نرم‌افزار بزرگ تغییر کنترل نشده به سرعت سبب به وجود آوردن اختلال و آشوب می‌شود.

برای کنترل تغییر ۲ رکن اصلی وجود دارد:

الف)کنترل دست یابی که تعیین می‌کند کدام مهندسین نرم‌افزار اختیار ارزیابی دارد و اصلاح یک شی پیکربندی خاص را انجام می‌دهد.

ب)کنترل همزمانی که مطمئن می‌سازد تغییرات موازی که توسط دو فرد مجزا انجام می‌شوند نتایج یکدیگر را از بین نمی‌برند.
۴- بررسی پیکر بندی: پیکر بندی مطمئن می‌سازد کیفیت در ضمن انجام تغییر به دست می‌آید.
۵-گزارش وضعیت:گزارش وضعیت اطلاعاتی را در مورد هر تغییر برای افرادی که نیاز به دانستن آن دارند فراهم می‌نماید.

## راه کارهای مدیریت پیکربندی
- Distelli
- Chef software
- Ansible (software)
- Puppet Labs
- Salt (software)
- Commando.io